# 釧路濕原車站
釧路濕原車站（日语：／ Kushiro-shitsugen eki */?）是由北海道旅客鐵道（JR北海道）所經營的鐵路車站，位於日本北海道釧路郡釧路町。本站是釧網本線沿線的無人車站，位於JR北海道釧路支社的管轄範圍内，並由釧路車站代為管理。

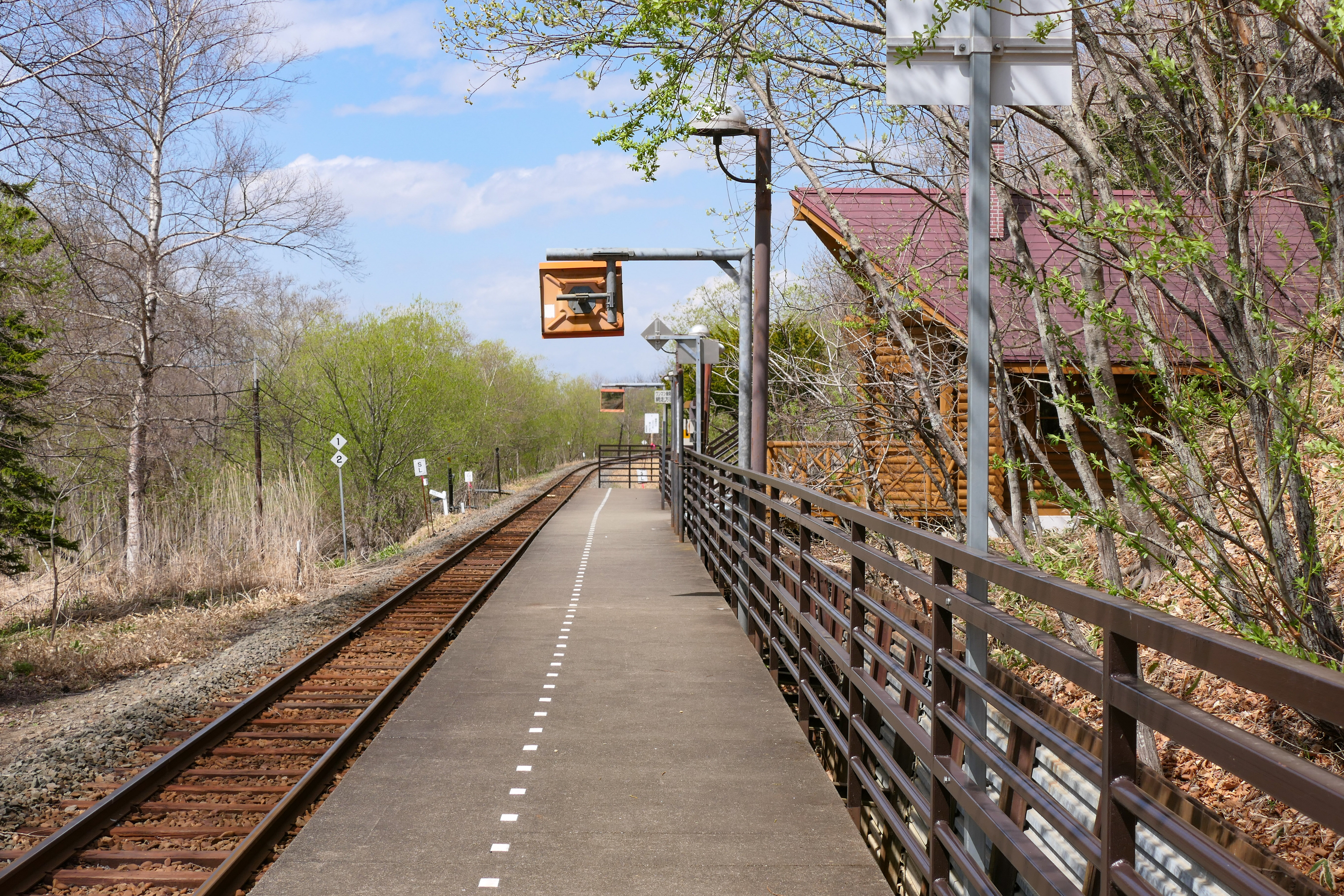
月台(2021年5月)

## 簡介
站名因位在北海道道東地區著名的釧路濕原邊緣地帶而得名，屬於釧路濕原國立公園的一部份，也是距離釧路濕原受歡迎的瞭望點——細岡展望台最近的車站。雖然位在偏遠地帶的釧路濕原車站附近幾乎沒有居民，但每年都有大批來自外地或外國的觀光客在本站上下車。包括SL冬之濕原號與釧路濕原諾羅科號（くしろ湿原ノロッコ号）等行駛在釧網本線上的臨時觀光列車皆在本站停靠。

## 歷史
- 1988年（昭和63年）7月23日 - JR北海道在此設置臨時車站專營客運業務。
- 1996年（平成8年）12月1日 - 升級成為常設車站。

## 車站周邊
- 釧路濕原國立公園
- 細岡展望台
- 釧路川
- 新釧路川
- 細岡訪客休息室

## 相鄰車站
北海道旅客鐵道（JR北海道）
■釧網本線
快速「知床」
塘路（B58）－釧路濕原（B56）－遠矢（B55）
普通
細岡（B57）－釧路濕原（B56）－遠矢（B55）
此站列車的通過停靠如下
・ 快速「知床」往釧路、2班上行普通列車全年停靠
・ 普通列車的最終、上行下行全年通過
・ 快速「知床」往網走、其他普通列車只限5月1日（一部分列車為4月29日）－11月30日停靠

## 外部連結
- （日語）JR北海道 – 釧路濕原車站 （页面存档备份，存于）
- （日語）全驛參觀之旅 （页面存档备份，存于）